# 스캇 반 슬라이크
스캇 T. 반 슬라이크(영어: Scott T. Van Slyke, 1986년 7월 24일 ~ )는 미국 출신의 야구 선수이자, 전 KBO 리그 두산 베어스의 외야수, 내야수, 지명타자이다.

## 미국 프로야구시절
2012년에 LA 다저스에 입단하였다.

## 한국 프로야구시절

### 두산 베어스시절
2018년 시즌 중 지미 파레디스를 대체할 외국인 타자로 영입되었다. KBO 리그 데뷔 전에서 첫 안타와 첫 타점을 올리면서 좋은 출발을 했지만, 그 이후 타격감이 떨어졌고 게다가 허리 부상으로 인하여 결국 두산 베어스는 그를 웨이버 공시하였다. 차기 대체 용병으로는 호세 미구엘 페르난데스가 영입되었다.

## 가족
- 아버지 앤디 반 슬라이크 (현 MLB 시애틀 매리너스 1루 코치)
- 형제 재러드 반 슬라이크 (현 미시간대학교 풋볼 선수), A. J. 반 슬라이크 (전 MLB 세인트루이스 카디널스 마이너 선수)

## 연도별 타격 성적
| 연 도     | 소 속     | 경 기 | 타 석 | 타 수 | 득 점 | 안 타 | 2 루 타 | 3 루 타 | 홈 런 | 루 타 | 타 점 | 도 루 | 도 루 자 | 희 생 번 | 희 생 플 | 볼 넷 | 고 4 | 사 구 | 삼 진 | 병 살 타 | 타 율 | 출 루 율 | 장 타 율 | O P S |
| --------- | --------- | ----- | ----- | ----- | ----- | ----- | ------- | ------- | ----- | ----- | ----- | ----- | -------- | -------- | -------- | ----- | ---- | ----- | ----- | -------- | ----- | -------- | -------- | ----- |
| 2012년    | LAD       | 27    | 57    | 54    | 4     | 9     | 2       | 0       | 2     | 17    | 7     | 1     | 0        | 1        | 0        | 2     | 0    | 0     | 14    | 2        | .167  | .196     | .315     | .511  |
| 2013년    | LAD       | 53    | 152   | 129   | 13    | 31    | 8       | 0       | 7     | 60    | 19    | 1     | 1        | 0        | 2        | 20    | 0    | 1     | 37    | 7        | .240  | .342     | .465     | .807  |
| 2014년    | LAD       | 98    | 246   | 212   | 32    | 63    | 13      | 1       | 11    | 111   | 29    | 4     | 2        | 0        | 2        | 28    | 0    | 4     | 71    | 3        | .297  | .386     | .524     | .910  |
| 통산：3년 | 통산：3년 | 178   | 455   | 395   | 49    | 103   | 23      | 1       | 20    | 178   | 55    | 6     | 3        | 1        | 4        | 50    | 0    | 5     | 122   | 12       | .219  | .303     | .421     | .724  |

- 2013시즌 종료 기준.